# Ampelosicyos
Ampelosicyos , biljni rod iz porodice Cucurbitaceae, smješten u tribus Joliffieae. Postoji 6 priznatih vrsta, sve su endemi sa Madagaskara.

## Vrste
1. Ampelosicyos bosseri (Keraudren) H.Schaef. & S.S.Renner
2. Ampelosicyos humblotii (Cogn.) Jum. & H.Perrier
3. Ampelosicyos leandrii (Keraudren) H.Schaef. & S.S.Renner
4. Ampelosicyos major Jum. & H.Perrier
5. Ampelosicyos meridionalis Keraudren
6. Ampelosicyos scandens Thouars

## Sinonimi
- Delognaea Cogn.
- Odosicyos Keraudren
- Tricyclandra Keraudren